# Джоан Съдърланд
Дейм Джоан Съдърланд (на английски: Dame Joan Sutherland) е австралийска оперна певица, драматичен колоратурен сопран.
Родена на 7 ноември 1926 г. в Сидни, Австралия, тя е известна с перфектните си високи ноти, абсолютна техника и заслугите си за възраждането на белкантото. Командор на Ордена на Британската империя (CBE, 1961), компаньон на Ордена на Австралия (AC, 1975), дама-командор на Ордена на Британската империя (DBE, 1979), носител на Ордена за заслуги (OM, 1991), носител на Специалната почетна награда на Кенеди център за изключителни постижения (2004).
Джоан Съдърланд е сред най-забележителните оперни певици на 20 век. В англоезичните среди е известна, колкото предшественичката си великата Мария Калас. Наричат я „Блестящата“ (La на италиански: Stupenda) fj 1960 г. след изпълнението ѝ в „Алзина“ на Хендел. Тя притежава силен и красив глас, съчетаващ извънредна ловкост, точна интонация, прекрасни трели и огромен висок регистър, въпреки че критиците често се оплакват заради дикцията ѝ. Нейният постоянен партньор и приятел Лучано Павароти я нарича „Гласът на столетието“, а Монсерат Кабайе – „Глас от Рая“.

## Ранни години
Родителите на Джоан Съдърланд са с шотландски произход. Като дете тя слуша и копира упражненията на майка си – мецо-сопран, но без амбиции за оперна кариера. Съдърланд е на 18 г., когато започва да учи пеене при Джон и Аида Дикенс. Дебютира през 1947 г. на концерт в Сидни като Дидо в „Дидо и Еней“ на Пърсел. Сценичния си дебют прави през 1951 г. в „Джудит“ на Юджийн Гусенс. През същата година, след спечелването на най-важния австралийски оперен конкурс Sun Aria, тя заминава за Лондон за да продължи обучението си в Кралския музикален колеж с Клайв Кери. Ангажирана е от Ковънт Гардън като щатен артист. На тази сцена дебютира на 28 октомври 1952 г. в ролята на Първа дама във „Вълшебната флейта“ на Моцарт, последвана през ноември от няколко изпълнения като Клотилда в „Норма“ на Белини с Калас в главната роля.
В началото на кариерата си Джоан Съдърланд е обучавана за мецо-сопран, по-късно – за вагнеров драматичен сопран, следвайки стъпките на Кирстен Флагстад, от която се възхищава. През декември 1952 г. Съдърланд изпява първата си важна роля в Ковънт Гардън – Амелия в „Бал с маски“ на Верди. След забележителния ѝ успех следват ролите последователно на Агата във „Вълшебният стрелец“ на Вебер, Графинята във „Сватбата на Фигаро“ на Моцарт, Дездемона в „Отело“ и Джилда в „Риголето“ на Верди, Ева в „Нюрнбергските майстори певци“ на Вагнер, Памина във „Вълшебната флейта“ на Моцарт. През 1953 г. Джоан пее на световната премиера на „Глориана“ на Бенджамин Бритън. На 27 януари 1955 г. пее на друга световна премиера на опера – открива ролята на Дженифър в Midsummer Mariage на Майкъл Типет.
На 16 октомври 1954 г. Джоан Съдърланд се омъжва за австралийския диригент, пианист и музиковед Ричард Бонинг. Двамата имат един син – Адам, роден през 1956 г. Под напътствията и с подкрепата на съпруга си, Джоан постепенно се убеждава, че Вагнер може би не е „нейният“ композитор, понеже гласът ѝ с лекота овладява високите колоратурни партии на белкантото.
През 1957 г. Съдърланд се появява в „Алзина“ на Хендел с Оперно дружество „Хендел“ и в „Емилия ди Ливърпул“ на Доницети, където ясно показва, че не е сгрешила, като е следвала съветите на съпруга си. На следващата година Съдърланд пее във Ванкувър Дона Анна в „Дон Жуан“ на Моцарт.
През 1958 г. изпълнението на Джоан Съдърланд буквално спира представлението с „The Bright Seraphim“ от „Самсон“ на Хендел – една от най-трудните и изискани колоратурни арии. Това са едни от най-неочакваните овации в Ковънт Гардън и бъдещето на Джоан като примадона на този театър вече ясно се очертава.

## Блестящата(La Stupenda)
През 1959 г. Джоан Съдърланд е поканена да пее в постановка на „Лучия ди Ламермур“ в Ковънт Гардън, дирижирана от Тулио Серафин и режисирана от Франко Дзефирели – голям пробив в нейната кариера. След края на прочутата сцена с полудяването, Съдърланд става световна звезда. През 1960 г. записва албума си „The Art of Prima Donna“, който и днес е един от най-препоръчваните албуми с класическа музика. За него печели награда Грами за най-добър класически изпълнител на 1962 г. Албумът, който се състои главно от колоратурни арии, дава възможност да се чуе младата Джоан в началото на шеметната ѝ кариера. Тя показва пеене без най-малки усилия, високи ноти, богати тонове и съвършени трели – всичко, на което публиката се възхищава.
В началото на 1960 г. Джоан Съдърланд вече си създава репутация на примадона с глас над обикновените. Пее с изключителен успех Лучия в Париж (1960), „Скала“ и „Метрополитън опера“ (1961). Отново през 1960 г. за брилянтното си изпълнение в „Алзина“ в театър „Ла Фениче“ във Венеция публиката я нарича „Блестящата“ (италиански – La Stupenda) и така ще се прочуе в цял свят. По-късно същата година (1960), Съдърланд пее Алзина и в Далас и това е дебютът ѝ в САЩ.
Първото представяне на Джоан Съдърланд в Метрополитън опера е на 26 ноември 1961 г. в „Лучия“. След общо 217 представления на различни опери, последното ѝ явяване на тази сцена е през 1987 г. в „Трубадур“. От 1978 г. връзката ѝ с Метрополитън прекъсва след отказа ѝ за „Отвличане от сарая“ повече от година преди старта на репетициите. Това става, въпреки решението на управата на театъра да постави оперетата „Веселата вдовица“ на Лехар и „Семирамида“ на Росини специално за нея. През 1982 г. триумфално се завръща в Метрополитън.
През 1960-те години Джоан Съдърланд постепенно добавя най-важните роли на белкантото към репертоара си: 1960 г. – Виолета в „Травиата“ на Верди, Амина в „Сомнамбула“ на Белини, Елвира в „Пуритани“ на Белини, 1961 – главната роля в „Беатриче ди Тенда“ (Белини), 1662 г. – главните героини на Маргарита Валоа в „Хугеноти“ на Майербер и „Семирамида“ на Росини, 1963 г. – „Норма“ на Белини и Клеопатра в „Юлий Цезар“ на Хендел. През 1966 г. дебютира в „Дъщерята на полка“ на Доницети като Мари – една от любимите ѝ роли, заради живите колоратури и едно от най-големите ѝ постижения след Лучия – заради перфектното ѝ изпълнение и отличното ѝ чувство за хумор. Премиерата на тази опера за откриването на сезон 1966 – 67 г. в Ковънт Гардън с двойката Павароти – Съдърланд се счита за един най-успешните спектакли в историята на оперната музика.
През 1966 г. Джоан Съдърланд, заедно със съпруга си Ричард Бонинг и Оперното дружество „Съдърланд – Уилямсън“ (Sutherland – Williamson), предприема турне в Австралия. Точно за него е ангажиран един млад и много обещаващ тенор – „някой си Лучано Павароти“. Това първо появяване на сцена ще сложи началото на едно златно партньорство между двамата артисти и основен етап в кариерата на най-знаменития от втората половина на 20 век тенор. Всяко представление от това турне е абсолютно продадено.
През 1970-те години Съдърланд се стреми да подобри дикцията си – често критикуван проблем при почти всички колоратурни сопрани, и да увеличи изразителността в интерпретациите си. Продължава да добавя драматични белкантови роли към репертоара си – „Мария Стюард“ (Maria Stuarda) и „Лукреция Борджия“ на Доницети, изключително трудната „Есклармонд“ на Масне – роля, с която малко сопрани се захващат. Част е от екипа на считания за най-успешен запис на „Турандот“ на Пучини, правен някога: тя – в главната роля, Монсерат Кабайе като Лиу, Лучано Павароти като Калаф и Николай Гяуров като Тимур, с диригент Зубин Мета. Въпреки че интерпретацията ѝ е съвършена, Съдърланд никога не прави тази опера на сцена.
Ранните записи на Джоан Съдърланд показват кристално ясен глас и отлична дикция. В началото на 1960 обаче губи част от тази яснота в средния регистър и неясната ѝ дикция търпи чести критики. Отчасти проблемът е и заради операция на синусите ѝ през 1959 г. – веднага след първия ѝ пробив като Лучия в „Ковънт Гардън“. В действителност, в първия запис на „Лучия“ Джоан показва същата брилянтна дикция отпреди операцията. В интервю Бонинг заявява, че нейната „сантиментална дикция“ дошла със стремежа за по-добро легато. Според него преди това начинът ѝ на пеене е бил немски – „un-legato“. Явно Съдърланд взима присърце критиките и значително подобрява дикцията си и продължава да удивлява аудиторията по целия свят.
През 1970 г. записва една от коронните си роля – тази на Лучия с Лучано Павароти, Николай Гяуров и Бонинг. Този запис на „Лучия ди Ламермур“ се смята за една от най-важните на тази опера, не само заради изпълнението на Съдърланд, а и за интерпретацията на Павароти като Артуро, блестящото присъствие на т.нар „Бас номер 1 на планетата“ – Гяуров и елегантното дирижиране на Бонинг. Малко по-късно същия успех имат и записите на „Любовен еликсир“, „Риголето“, „Сомнамбула“ и „Пуритани“, а неин партньор е отново Павароти.
В края на 1970-те години гласът на Джоан започва да отслабва, а вибратото се отпуска до натрапчива степен. Въпреки това, благодарение на гъвкавостта на гласа ѝ и отличната ѝ вокална техника, тя продължава да пее удивително добре и в най-трудните роли. През 1980 г. дебютира в „Ана Болейн“, Амалия в „Бандити“ на Верди и „Адриана Лекуврьо“ на Чилеа. Изпълнява многократно „Есклармонд“ на сцената на „Ковънт Гардън“ през ноември и декември 1983 г. последното ѝ изпълнение е на Маргарет дьо Валоа в „Хугеноти“ в операта в Сидни през 1990 г. на 63-годишна възраст. Последната си публична изява Съдърланд прави на Гала представлението на „Прилепът“ на Щраус отново през 1990 г. в навечерието Новата 1991 г., в „Ковънт Гардън“, заедно с колегите и приятелите си Лучано Павароти и мецо-сопрано Мерилин Хорн.
Според собствените ѝ думи в интервю пред вестник „Гардиън“ (The Guardian), дадено през 2002 г., за свое най-голямо постижение Джоан Съдърланд смята ролята на Есклармонд. Записът ѝ в тази роля тя смята за свой най-добър резултат.

## След оттеглянето от сцената
След пенсионирането си Джоан Съдърланд има много малко публични изяви – предпочита спокойния живот в дома си в Швейцария. Изключение е обръщението ѝ през 1994 г. по повод на обяда, организиран от австралийците за Конституционна Монархия. Там тя се оплаква от необходимостта австралийските граждани в чужбина да бъдат интервюирани от служител от китайски или индийски произход при подновяването на австралийския им паспорт. Това нейно изявление предизвиква бурни коментари в обществените среди.
През 1995 г. Съдърланд е поканена за главната роля в комедийния филм „Татко и Дейв: Нашият избор“ на Стийл Ръд като Мама Ръд. Нейни партньори са Лео МакКерн и Джефри Ръш.
През 1997 г. е публикувана нейната автобиография „Успехът на Примадоната“. Книгата получава унищожителни критики за литературните си достойнства и не съдържа пълен списък на изпълненията ѝ, както и на всички участия в опери.
През 2002 г. Джоан Съдърланд се появява на Гала вечер в Лондон, за да получи златния медал, връчен ѝ от Кралското филхармонично дружество. Дава интервю за „Гардиън“, в което критикува техниката или липсата на такава при младите оперни певци и недостигът на добри педагози. Тя отдавна вече е спряла да дава майсторски класове и на въпроса „Защо?“ от един италиански журналист през май 2007 г., отговаря: „Защото вече съм на 80 години и вече не искам да имам нищо общо с операта, макар че все още участвам като жури в конкурса „The Cardiff Singer of the World Competition“, на който за пръв път журира през 1993 г. и оттогава е негов постоянен член, а през 2003 г. му става и патрон.
На 3 юли 2005 г. след падане в дома си Съдърланд си счупва и двата крака. Възстановява се бавно, но без особени проблеми.

## Отличия и награди
По време на активната си кариера и след това Джоан Съдърланд получава много награди.
През 1961 г. ѝ е присъден Орденът на Британската империя (Order of the Brtitish Emppire – DBE). През същата година получава и титлата „Австралиец на годината“.
На рождения ден на кралицата, 9 юни 1975 г., Съдърланд е в първата група хора, които са наречени „Кавалери на Ордена на Австралия“. (Орденът е бил току-що създаден – през февруари 1975 г.)
На 29 ноември 1991 г. кралицата връчва на Джоан „Орден за заслуги“ (Order of Merit – OM).
През януари 2004 г. получава „Австралийски пост“ – медал, връчван на австралийци, допринесли за националната идентичност и култура. Образът на Джоан Съдърланд стои на 2 пощенски марки, издадени за Деня на Австралия през 2004 г. По-късно същата година получава „Kennedy Center Honour“ за изключителни постижения в кариерата си.
На името на Съдърланд са наречени „Sutherland House“ и „Dame Joan Sutherland Centre“ при училището „Св. Екатерина“ в Сидни, където Джоан е учила. Нейното име носи и Центърът за сценични изкуства в Пенрит (Joan Sutherland Performing Arts Centre (JSPAC), Penrith).
| Дата              | Композитор  | Творба                       | Роля                     | Място                           | Диригент         | Режисьор                  | Забележка                                                                         |
| ----------------- | ----------- | ---------------------------- | ------------------------ | ------------------------------- | ---------------- | ------------------------- | --------------------------------------------------------------------------------- |
| юни 1947          | Хендел      | Алис и Галатея               | Галатея                  | Eastwood Masonic Hall           |                  |                           | Концертно изпълнение                                                              |
| август 1947       | Пърсел      | Дидо и Еней                  | Дидо                     | Lyceum Club, Sydney             |                  |                           | Концертно изпълнение                                                              |
| 15 юли 1950       | Хендел      | Самсон                       | Далила и израелтянка     | Sydney Town Hall                |                  |                           | Концертно изпълнение. Съдърланд прави дебюта си като Израелтянка на 14.10.1958 г. |
| 9 юли 1951        | Гуусенс     | Джудит                       | Джудит                   | Sydney Conservatorium of Music  | Гуусенс          |                           | Първо изпълнение на цяла сценично поставена опера                                 |
| 16 юли 1952       | Пучини      | Таборът                      | Джорджета                | Parry Theatre, RCM              | Ричард Остин     | Питър Райс / Паулин Елиът |                                                                                   |
| 28 октомври 1952  | Моцарт      | Вълшебната флейта            | Първа дама               | ROH, Covent Garden              | Сър Джон Причард | Месъл                     | Професионален дебют                                                               |
| 3 ноември 1952    | Верди       | Аида                         | Върховна жрица           | ROH, Covent Garden              | Барбироли        | Крудас                    |                                                                                   |
| 8 ноември 1952    | Белини      | Норма                        | Клотилда                 | ROH, Covent Garden              | Гуи              | Барлоу                    |                                                                                   |
| 29 декември 1952  | Верди       | Бал с маски                  | Амелия                   | ROH, Covent Garden              | Причард          | Барлоу / Стоун            | Първа главна роля                                                                 |
| 24 февруаи 1953   | Моцарт      | Сватбата на Фигаро           | Графиня Алмавива         | ROH, Covent Garden              | Джон Гибсън      | Жерар                     |                                                                                   |
| 13 май 1953       | Щраус       | Електра                      | Овесер                   | ROH, Covent Garden              | Клайбер          | Ламбърт                   |                                                                                   |
| 11 август 1953    | Бритън      | Глориана                     | Лейди Рич                | Турне на Ковънт Гардън          |                  |                           |                                                                                   |
| 19 октомври 1953  | Вагнер      | Валкирия                     | Хелвиг                   | Штидри                          | Пембъртън        |                           |                                                                                   |
| 20 ноември 1953   | Бизе        | Кармен                       | Фраскита                 | ROH, Covent Garden              | Причард          | Вакевич                   |                                                                                   |
| 4 февруари 1954   | Верди       | Аида                         | Аида                     | ROH, Covent Garden              | Йънг             | Крудас                    |                                                                                   |
| 23 март 1954      | Вебер       | Вълщебният стрелец           | Агата                    | ROH, Covent Garden              | Даунс            | Фърс                      |                                                                                   |
| 30 април 1954     | Пучини      | Красавицата                  | Лучинда                  |                                 | Макерас          |                           | Живо радиопредаване по BBC                                                        |
| 27 май 1954       | Вагнер      | Пръстенът на Нибелунгите     | Волинда и Горската птица | ROH, Covent Garden              | Штидри           | Хъри                      | Пее и ролята на Хелмвиг в по-ранни представления от целия цикъл – 2, 8 и 14 юни   |
| 17 ноември 1954   | Жак Офенбах | Хофманови разкази            | Антония                  | ROH, Covent Garden              | Даунс            | Вакевич                   |                                                                                   |
| 27 януари 1955    | Типет       | Midsummer Meriage            | Дженифър                 | ROH, Covent Garden              | Причард          | Хепуърт                   |                                                                                   |
| 28 февруари 1955  | Жак Офенбах | Хофманови разкази            | Джулиета                 | Турне на Covent Garden в Глазго | Даунс            | Вакевич                   |                                                                                   |
| 30 септември 1955 | Вебер       | Еврианта                     | Еврианта                 |                                 | Штидри           |                           | Живо радиопредаване по BBC                                                        |
| 30 октомври 1955  | Бизе        | Кармен                       | Микаела                  | ROH, Covent Garden              | Даунс            | Вакевич                   |                                                                                   |
| 11 май 1956       | Моцарт      | Милосърдие на Тит            | Вителия                  |                                 | Штидри           |                           | Живо радиопредаване по BBC                                                        |
| 10 ноември 1956   | Моцарт      | Вълшебната флейта            | Памина                   | ROH, Covent Garden              | Гибсън           | Мазъл                     |                                                                                   |
| 28 януари 1957    | Вагнер      | Нюрнбергските майстори певци | Ева                      | ROH, Covent Garden              | Рафаел Кубелик   | Вакевич                   |                                                                                   |
| 19 март 1957      | Верди       | Риголето                     | Джилда                   | St. Pancras Town Hall           | Фарнкомб         |                           | Концертно изпълнение                                                              |
| 8 юни 1957        | Хендел      | Алзина                       | Алзина                   | ROH, Covent Garden              | Даунс            | Джелнър                   |                                                                                   |
| 5 юли 1957        | Моцарт      | Der Schauspieldirektor       | Мадам Херц               | Glyndebourne Festival Opera     | Балкуил          | Райс                      |                                                                                   |
| 16 август 1957    | Скарлати    | Митридат Епатор              | Лаодиче                  |                                 | Апия             |                           | Живо радиопредаване по BBC                                                        |
| 8 септември 1957  | Доницети    | Емилия ди Ливърпул           | Емилия                   |                                 | Причард          |                           | Живо радиопредаване по BBC                                                        |
| 21 декември 1957  | Верди       | Отело                        | Дездемона                | ROH, Covent Garden              | Даунс            | Вакевич                   |                                                                                   |
| 16 януари 1958    | Пуленк      | Диалози на Кармелитите       | Мадам Лидоин             | ROH, Covent Garden              | Рафаел Кубелик   | Вакевич                   |                                                                                   |
| 24 май 1958       | Хендел      | Музикални аплаузи            | Темперентия              |                                 | Нюстоун          |                           | Живо радиопредаване по BBC                                                        |
| 26 юни 1958       | Моцарт      | Дон Жуан                     | Дона Анна                | Vancouver Opera                 | Голдсмит         | Максимовна                |                                                                                   |
| 17 февруари 1959  | Доницети    | Лучия ди Ламермур            | Лучия                    | ROH, Covent Garden              | Тулио Серафин    | Дзефирели                 | Начало на международна кариера                                                    |
| 24 юни 1959       | Хендел      | Роделинда                    | Роделинда                | Sadler's Wells Theatre          | Фарнкомб         | Пидкок                    |                                                                                   |
| 8 януари 1960     | Верди       | Травиата                     | Виолета                  | ROH, Covent Garden              | Санти            | Федорович                 |                                                                                   |
| 24 май 1960       | Белини      | Пуритани                     | Елвира                   | Glyndebourne Festival Opera     | Гуи              | Хийли                     |                                                                                   |
| 9 октомври 1960   | Белини      | Сомнамбула                   | Амина                    | ROH, Covent Garden              | Серафин          | Санхуст                   |                                                                                   |
| 21 февруари 1961  | Белини      | Беатриче ди Тенда            | Беатриче                 | New York Town Hall              | Решиньо          |                           | Концертно изпълнение. Съдърланд дебютира като Беатриче на сцена на 10 май 1961 г. |
| 4 февруари 1962   | Моцарт      | Вълщебната флейта            | Кралицата на нощта       | ROH, Covent Garden              | Клемперер        | Ейслер                    |                                                                                   |
| 28 май 1962       | Майербер    | Хугеноти                     | Маргьорит дьо Валоа      | La Scala                        | Гавацени         | Николай Бенуа             |                                                                                   |
| 17 декември 1962  | Росини      | Семирамида                   | Семирамида               | La Scala                        |                  |                           |                                                                                   |
| 20 юни 1963       | Хендел      | Юлий Цезар в Египет          | Клеопатра                | Sadler's Wells Theatre          | Фарндкомб        | Вар                       |                                                                                   |
| 17 октомври 1963  | Белини      | Норма                        | Норма                    | Vancouver Opera                 | Бонинг           | Макланс / Мес             |                                                                                   |
| 9 март 1965       | Гуно        | Фауст                        | Маргерита                | Connecticut Opera               | Бонинг           | Роум / Бруукс ван Хорн    |                                                                                   |
| 2 юни 1966        | Доницети    | Дъщерята на полка            | Мари                     | ROH, Covent Garden              | Бонинг           | Ани/ Ескофие              |                                                                                   |
| 10 април 1967     | Делиб       | Лакме                        | Лакме                    | Seattle Opera                   | Бонинг           |                           |                                                                                   |
| 21 май 1967       | Глюк        | Орфей и Евридика             | Евридика                 | Theater an der Wien             | Бонинг           | Лудвиг                    |                                                                                   |
| 12 ноември 1971   | Доницети    | Мария Стюард                 | Мария Стюард             | San Francisco Opera             | Бонинг           | Пици                      |                                                                                   |
| 26 октомври 1972  | Доницети    | Лукреция Борджия             | Лукреция Борджия         | Vancouver Opera                 | Бонинг           | Пици                      |                                                                                   |
| 23 октомври 1974  | Масне       | Есклармонд                   | Есклармонд               | San Francisco Opera             | Бонинг           | Монресор                  |                                                                                   |
| 12 септември 1975 | Верди       | Трубадур                     | Леонора                  | San Francisco Opera             | Бонинг           | Хегер / Скалики           |                                                                                   |
| 22 април 1976     | Лехар       | Веселата вдовица             | Хана Главари             | Vancouver Opera                 | Бонинг           | Варона                    |                                                                                   |
| 16 юни 1977       | Пучини      | Сестра Анджелика             | Анджелика                | Sydney Opera House              | Бонинг           | Дигби                     |                                                                                   |
| 23 септември 1977 | Масне       | Кралят на Лахор              | Зита                     | Vancouver Opera                 | Бонинг           | Мариани                   |                                                                                   |
| 4 юли 1979        | Моцарт      | Идоменей                     | Електра                  | Sydney Opera House              | Бонинг           | Траскът                   |                                                                                   |
| 2 юли 1980        | Верди       | Бандити                      | Амалия                   | Sydney Opera House              | Бонинг           | Лийс / Стенет             |                                                                                   |
| 22 май 1983       | Чилеа       | Адриана Лекуврьор            | Адриана                  | San Diego Opera                 | Бонинг           | О'Херн / Мес              |                                                                                   |
| 22 юни 1984       | Доницети    | Ана Болейн                   | Ана Болейн               | Canadian Opera Company, Toronto | Бонинг           | Паско / Стенет            |                                                                                   |
| 4 октомври 1985   | Тома        | Хамлет                       | Офелия                   | Canadian Opera Company, Toronto | Бонинг           | Шалики / Дигби / Стенет   |                                                                                   |

## Записи
Винченцо Белини
- Беатриче ди тенда – Джоан Съдърланд (Беатриче), Лучано Павароти (Оромбело), Корнелиус Оптхоф (Филипо), Джоузефин Вийзи (Агнес), Джоузеф Уорд (Анинкино/Ридзардо), Амброзийски оперен хор, Лондонски симфоничен оркестър, Ричард Бонинг – ДЕКА.
- Пуритани – Джоан Съдърланд (Елвира), Пиер Дювал (Артуро), Ренато Капеки (Рикардо), Ецио Фладжело (Джорджо), Джовани Фояни (Гуалтиеро), Маргрита Елкинс (Енрикета), Пиеро де Палма (Бруно), хор и оркестър Маджио Музикале Фиорентина, Ричард Бонинг – ДЕККА, 1963.
- Пуритани – Джоан Съдърланд (Елвира), Лучано Павароти (Артуро), Пиеро Капучили (Рикардо), Николай Гяуров (Джорджо), Джанкарло Лукарди (Гуалтиеро), Анита Каминада (Енрикета), Ренато Кацанига (Бруно), хор на Кралската опера „Ковънт Гардън“, Лондонски симфоничен оркестър, Ричард Бонинг – ДЕКА, 1973.
- Сомнамбула – Джоан Съдърланд (Амина), Никола Монти (Елвино), Фернандо Корена (Рудолфо), Силвия Сталман (Лиза), Маргрита Елкинс (Тереза), Анджело Меркуриали (Нотариус), Джовани Фояни (Алесио), хор и оркестър Маджио Музикале Фиорентина, Ричард Бонинг – ДЕККА, 1962.
- Сомнамбула – Джоан Съдърланд (Амина), Лучано Павароти (Елвино), Николай Гяуров (Рудолфо), Изобел Бучанън (Лиза), Дела Джоунс (Тереза), Пиеро де Палма (Нотариус), Джон Томлинсън (Алесио), Национален филхармоничен оркестър, Лондонски оперен хор, Ричард Бонинг – ДЕКА, 1980.
- Норма – Джоан Съдърланд (Норма), Мерилин Хорн (Адалджиза), Джон Александър (Полион), Ричард Крос (Оровезо), Ивон Минтън (Клотилда), Джоузеф Уорд (Флавио), Лондонски симфоничен оркестър и хор, Ричард Бонинг – ДЕКА, 1964.
- Норма – Джоан Съдърланд (Норма), Маргрита Елкинс (Адалджиза), Роналд Стивънс (Полион), Клифърд Грант (Оровезо), Етела Пия (Клотилда), Тревър Браун (Флавио), хор на Австралийската опера, Елизабетински оркестър Сидни, Ричард Бонинг – ДЕКА, 1978
- Норма – Джоан Съдърланд (Норма), Монтсерат Кабайе (Адалджиза), Лучано Павароти (Полион), Самюел Рамей (Оровезо), Даяна Монтагю (Клотилда), Ким Бегли (Флавио), хор и оркестър на Уелска национална опера, Ричард Бонинг – ДЕКА, 1984.

Жорж Бизе
- Кармен – Регина Резник (Кармен), Марио дел Монако (Дон Хозе), Джоан Съдърланд (Микаела), Том Краузе (Ескамилио), Жоржет Спанелис (Фраскита), Ивон Минтън (Мерседес), Робърт Грей (Цунига), Жан Прудент (Данкайро), Алфред Халет (Ремендадо), Клод Калс (Моралес).

Джовани Батиста Бонончини
- Гризелда – Джоан Съдърланд (Гризелда), Лорис Елмс (Ернесто), Моника Синклер (Гуалтиеро), Маргрета Елкинс (Алмирена), Спиро Малас (Рамбалдо), Амброзийски оперен хор, Лондонски филхармоничен оркестър, Ричард Бонинг – ДЕКА, 1967.

Лео Делиб
- Лакме – Джоан Съдърланд (Лакме), Габриел Бакие (Нилаканта), Джейн Барбие (Малика), Емили Белкърт (Хаджи), Ален Ванзо (Жералд), хор на Опера Монте Карло, Национален оперен оркестър Монте Карло, Ричард Бонинг – ДЕКА, 1968.

Гаетано Доницети
- Дъщерята на полка – Джоан Съдърланд (Мари), Лучано Павароти (Тонио), Моника Синклер (Маркиза де Беркенфилд), Спиро Малас (Сержант Сулпиз), Жул Брюер (Хортензиус), Ерик Гарет (Полковник), Едит Коутс (Дукеса де Кракенторп), хор и оркестър на Кралската опера „Ковънт Гардън“, Ричард Бонинг – Дека, Кингсуей Хол, 17 – 28.7.1967.
- Емилия ди Ливърпул (откъси), Лучия ди Ламермур (откъси) – Джоан Съдърланд (Лучия), Маргрета Елкинс (Алиса), Джоайо Гибин (Едгардо), Тулио Серафин (диригент). Записани на 26 февруари 1959 – Мито Рекърдс (вероятно това са идентични откъси с изпълнението за звукозаписна компания Мелодрам).
- Лучия ди Ламермур – Джоан Съдърланд (Лучия), Ренато Чони (Едгардо), Робърт Мерил (Енрико), Чезаре Сиепи (Раймондо), хор и оркестър на Академия Санта Чечилия, Сър Джон Причард (диигент) – ДЕКА, 1961.
- Лучия ди Ламермур – Джоан Съдърланд (Лучия), Лучано Павароти (Едгардо), Шерил Милнс (Енрико), Николай Гяуров (Раймондо), хор и оркестър на Кралската опера „Ковънт Гардън“, Ричард Бонинг – ДЕКА, 1971.
- Лучия ди Ламермур – Джоан Съдърланд (Лучия), Джоайо Гибин (Едгардо), Джон Шоу (Енрико), Жозеф Руло (Раймондо), Кенет Макдоналд (Артуро), Маргрета Елкинс (Алиса), Робърт Боуман (Нормано), хор и оркестър на Кралската опера „Ковънт Гардън“, Тулио Серафин – Голдън Мелодрам GM 50024, 1959 или Джузепе ди Стефано GDS 21017, или Бела Воче BLV 107 218 (highlights). Преиздаден 2006: Серия Наследство на Кралската опера ROHS 00.
- Лучия ди Ламермур – Джоан Съдърланд (Лучия), Андре Търп (Едгардо), Джон Шоу (Енрико), Жозеф Руло (Раймондо), Кенет Макдоналд (Артуро), Маргрета Елкинс (Алиса), Едгар Ивънс (Нормано), хор и оркестър на Кралската опера „Ковънт Гардън“, Сър Джон Причард (диригент) – Челестиъл аудио СА 345, 1961.
- Лучия ди Ламермур – Джоан Съдърланд (Лучия), Ричард Тъкър (Едгардо), Франк Гуарера (Енрико), Никола Москона (Раймондо), Робърт Надь (Нормано), Телма Вотипка (Алиса), Чарлз Антъни (Артуро), Метрополитън опера, Силвио Варвизо (диригент) – запис от радиопредаване, 9.12.1961.
- Лукреция Борджия – Джоан Съдърланд (Лукреция), Роналд Стивънс (Дженаро), Маргрета Елкинс (Мафео Орсини), Ричард Олман (Дон Алфонсо), Робин Доналд (Якопо Ливерето), Линдън Терачини (Дон Апостоло Гадзела), Грегъри Юришич (Асканио Петручи), Ламберто Фурлан (Олоферно Вителоцо), Петер ван дер Щолк (Губета), Греъм Юър (Рустигело), Дженифър Бирмингъм (Принцеса Нерони), хор на Австралийската опера, Елизабетински оркестър, Ричард Бонинг – Кастъл видео CV2845 (PAL) – VHS; Полиграм видео Polygram 070 031 – 3 (SECAM) Polygram 079 264 – 3 (PAL), 1977.
- Лукреция Борджия – Джоан Съдърланд (Лукреция), Джакомо Арагал (Дженаро), Мерилин Хорн (Орсини), Ингвар Виксел (Алфонсо), Лондонски оперен хор, Национална филхармония, Ричард Бонинг – ДЕКА, 1977.
- Любовен еликсир – Джоан Съдърланд (Амина), Лучано Павароти (Неморино), Спиро Малас (Дулкамара), Доминик Коса (Белкоре), Мария Казула (Джанета), Амброзийски оперен хор, Английски камерен оркестър, Ричард Бонинг – Дека, Кингсуей хол, 12 – 23.1 и 1 – 10.7.1970.
- Мария Стюард – Джоан Съдърланд (Мария Стюард), Югет Туранжо (Елизабет), Лучано Павароти (Лийчестър), Роже Суайе (Талбът), Маргрета Елкинс (Анна), Джеймс Морис (Сесил), хор и оркестър на Общински театър Болоня, Ричард Бонинг – ДЕКА DECCA 00289 425 4102, 1975; Лирика LRC 1040/1041.

Шарл Гуно
- Фауст – Джоан Съдърланд (Маргерита), Франко Корели (Фауст), Николай Гяуров (Мефистофел), Робер Масар (Валентин), Маргрета Елкинс (Сибил), Моника Синклер (Марта), Реймънд Мейърс (Вагнер), Амброзийски оперен хор и училищен хор Хайгейт, Лондонски симфоничен оркестър, Ричард Бонинг – ДЕКА DECCA 0289 470 5632 4 (преиздаден 2002); 421 240 – 2 (преиздаден 1991); 467 059 – 2; Лондон POCL 3962 – 4.

Георг Фридрих Хендел
- Алцина – Джоан Съдърланд (Алцина), Маргрета Елкинс (Руджеро), Лорис Елмс (Браманте), Ричард Грийджър (Оронте), Нарил Дейвидсън (Моргана), Ан-Мари Макдоналд (Оберто), Джон Вегнер (Мелисо), хор и оркестър на Австралийската опера, Ричард Бонинг – Челестиъл студио CA 112, 1983.
- Алцина, заедно с Юлий Цезар в Египет (отбрани откъси) – Маргрета Елкинс (Юлий Цезар), Джоан Съдърланд (Клеопатра), Мерилин Хорн (Корнелия), Моника Синклер (Толомео), Ричард Конрад (Сесто), Нов лондонски симфоничен оркестър, Ричард Бонинг – Дека DECCA 00289 433 7232 / 467063 – 2 / 467 067 – 2.
- Аталия – Джоан Съдърланд, Ема Киркби, Алън Джоунс, Джеймс Боуман, Антъни Ролф Джонсън, Дейвид Томас, Академията за древна музика, Кристофър Хогууд (диригент).
- Месия – Джоан Съдърланд, Грейс Бъмбри, Лондонски симфоничен оркестър, Сър Ейдриън Боулт – ДЕКА DECCA 433 003 – 2.
- Роделинда – Алфред Хейлит (Гримоалдо), Реймънд Херинкс (Гарибалдо), Джоан Съдърланд (Роделинда), Дейм Джанет Бейкър (Едвидж), Маргрета Елкинс (Бертаридо), Патриция Керн (Унолфо), Чандърски певци, Филомузика античен оркестър, Чарлз Фарнкомб – версия на английски език, запис на живо от 24.6.1959 – Опера Д'оро OPD 1189 (2 CDs) / Меморийс HR 4577 – 4578 / Living Stage LS 403 35147 (highlights).
- Роделинда – Джоан Съдърланд (Роделинда), Югет Туранжо (Бертаридо), Ерик Тапи (Гримоалдо), Маргрета Елкинс (Едвидж), Кора Кейн-Майер (Унолфо), Петер ван дер Берг (Гарибалдо), Холандски камерен оркестър, Ричард Бонинг – Бела Воче BLV 10 7206, 30.6.1973.

Волфганг Амадеус Моцарт
- Идоменей – Сергей Байгилдин (Идоменей), Маргрета Елкинс (Идамант), Хенри Уайлдън (Арбаче), Леона Мичъл (Илия), Джоан Съдърланд (Електра), Австралийски оперен хор, Елизабетински оркестър Сидни, Ричард Бонинг – Гала GLH 826 (highlights) / Челестиън аудио CA 060 (highlights), 1979.
- Дон Жуан – Готлоб Фрик (Комендатор), Луиджи Алва (Дон Отавио), Грациела Шути (Церлина), Джоан Съдърланд (Дона Анна), Пиеро Капучили (Мазето), Елизабет Шварцкопф (Дона Елвира), Еберхард Вехтер (Дон Жуан), Хенрих Шмит, Джузепе Тадеи (Лепорело), Лондонска филхармония, Карло Мария Джулини –  Еми EMI 0724356787353, 1959.
- Дон Жуан – Габриел Бакие (Дон Жуан), Пилар Лоренгар (Дона Елвира), Мерилин Хорн (Церлина), Джоан Съдърланд (Дона Анна), Английски камерен оркестър, Ричард Бонинг – Дека DECCA 448 973 – 2.

Джакомо Майербер
- Хугеноти – Доминик Коса (Невер), Габриел Бакие (Сен-Бри), Никола Гюзелев (Марсел), Джон Уейкфийлд (Таван), Джоузеф Уард (Косе), Джон Нобл (Торе), Глин Томас (Рец), Джон Гибс (Меру), Клифърд Грант (Мюревер), Джанет Костър (Леонар), Дейм Кири Те Канава (1-ва девойка), Жозефте Клемент (2-ра девойка), Арлийн Оже (1-ва циганка), Морийн Лиейн (2-ра циганка), Джоан Съдърланд (Маргерит де Валоа), Мартина Аройо (Валентина), Югет Туранжо (Урбан), Анастасиос Врениос (Раул де Нанжи), Ален Опие (2-ри монах), Национална филхармония, Ричард Бонинг – Дека DECCA 130 549 – 2, 1969.

Жак Офенбах
- Хофманови разкази – Джоан Съдърланд, Пласидо Доминго, Габриел Бакие, L'Orchestre de la Suisse Romande, Orchestre du Radio de la Suisse Romande, Pro Arte de Lausanne, Andre Charlet, Ричард Бонинг – запис във Виктория Хол, Женева, първа публикация – 1976.

Джакомо Пучини
- Сестра Анджелика – Джоан Съдърланд (Анджелика), Криста Лудвиг (Принцеса), Национална филхармония, Ричард Бонинг – Дека DECCA 457 6531 (заедно с „Оракулът“ на [[Леони).
- Турандот – Джоан Съдърланд (Турандот), Лучано Павароти (Калаф), Монтсерат Кабайе (Лиу), Николай Гяуров (Тимур), Питър Пирс (Императорът), Лондонска филхармония, Зубин Мета – Дека DECCA 414 274 – 2, 1972.

Джоакино Росини
- Семирамида – Джоан Съдърланд (Семирамида), Джон Серж (Идрено), Жозеф Руло (Аксур), Спиро Малас (Оро), Патриция Кларк (Адзема), Лесли Фисън (Митран), Майкъл Лангдън (Призракът на Нино), Мерилин Хорн (Арзаче), Лондонски симфоничен оркестър, Ричард Бонинг – Дека DECCA 425 481 – 2, 1966.

Амброаз Тома
- Хамлет – Джоан Съдърланд, Гьоста Винберг, Джеймс Морис, Шерил Милнс, хор и оркестър на Национална опера Уелс – Дека DECCA 433 857 – 2.

Джузепе Верди
- Ернани – Лучано Павароти (Ернани), Джоан Съдърланд (Елвира), Лео Нучи (Карло), Паата Бурчуладзе (да Силва), Линда Маклиуд (Джована), Ричард Мортън (Рикардо), Аластер Майлс (Яго), Оркестър и хор на Национална опера Уелс, Ричард Бонинг Orchestra and Chorus of Welsh National Opera, Richard Bonynge. Recorded: Walthamstow Assembly Hall, 10 – 21 май 1987. Original CD release: 421 412 – 2 DHO2 (2 CDs), CD re-release: 475 7008 DM2 (2 CDs)
- Реквием – Джоан Съдърланд, Мерилин Хорн, Лучано Павароти, Марти Талвела, хор на Виенската опера, Виенска филхармония, Сър Джордж Шолти – Дека DECCA 411 944 – 2.
- Риголето – Корнел Макнийл, Джоан Съдърланд, Ренато Чони, Чезаре Сиепи, хор и оркестър на Академия „Санта Чечилия“, Нино Сандзоньо – Дека, 1961.
- Риголето – Шерил Милнс, Джоан Съдърланд, Лучано Павароти, Николай Гяуров, Амброзийски оперен хор, Лондонски симфоничен оркестър, Ричард Бонинг – Дека, 1971.
- Травиата – Джоан Съдърланд, Карло Бергонци, Робърт Мерил, хор и оркестър Маджио Музикале Фиорентино, Сър Джон Причард – Дека, 1962.
- Травиата – Джоан Съдърланд, Лучано Павароти, Матео Манугуера, Национална филхармония, Ричард Бонинг – Дека DECCA 430 491 – 2, 1979.

Рихард Вагнер
- Зигфрид – Джоан Съдърланд (Горска птичка), Виенска филхармония, Сър Джордж Шолти – Дека DECCA 414 110 – 2, 1962.